# Patricio Hernández
Patricio Hernández est un footballeur argentin né le 16 août 1956 à San Nicolás de los Arroyos. Il évoluait au poste de milieu de terrain. Il deviendra par la suite entraîneur.

## Biographie
Son neveu, Juan Martín Hernández, est international argentin de rugby à XV.

### Carrière en club
Patricio Hernández joue en Argentine, en Italie et au Mexique.
Lors de la saison 1983-1984, il inscrit un doublé en Serie A contre la Roma avec le club du Torino.

### Carrière en sélection
Il joue en équipe d'Argentine entre 1979 et 1982, recevant un total de 10 sélections. 
Avec cette équipe, il participe notamment à la Coupe du monde 1982 organisée en Espagne. Il ne joue toutefois aucun match lors du mondial.

### Carrière d'entraîneur
Il dirige notamment les joueurs d'Estudiantes, du Racing Club et du CA Banfield, toutefois sans grand succès.

## Clubs successifs
| Saison    | Club                  | Matches | Buts |
| --------- | --------------------- | ------- | ---- |
| 1974-1982 | Estudiantes LP        | 198     | 58   |
| 1982-1984 | Torino FC             | 57      | 15   |
| 1984-1985 | Ascoli Calcio 1898    | 26      | 2    |
| 1986      | River Plate           | 30      | 5    |
| 1987-1988 | Argentinos Juniors    | 75      | 32   |
| 1989      | CD Cruz Azul          | 37      | 23   |
| 1990-1991 | Argentinos Juniors    | 31      | 7    |
| 1991-1992 | Club Atlético Huracán | 19      | 2    |
| 1992-1993 | Instituto de Cordoba  | -       | -    |